# Софроније V Јерусалимски
Патријарх Софроније V (грч. Πατριαρχης Σωφρονιος; 1710, Килис, Отоманско царство - 19. октобар 1780, Цариград) је био цариградски патријарх познат као Софроније II (1774—1780) и патриарх Јерусалимски (као Софроније V, 1771—1774).

## Биографија
Рођен је у граду Килису у породици православних Арапа и одрастао у арапско-турском окружењу. Софронијев отац се звао Иса.
1733-1735. бавио се колективним црквеним финансијама у Адани и Антиохији, затим је до 1739. остао у Дамаску.
Године 1740. у Јерусалиму је Софроније рукоположен у свештеника. Године 1741. постављен је за епископа града Акре, а 1752. - Алепа.
Године 1752. Софроније је дао оставку и преселио се у Цариград. Године 1766. понуђено му је да преузме трон антиохијског патријарха, али је Софроније то одбио.
У то време фрањевци су поново покушали, уз подршку дипломата католичких сила, да окрену турске власти против православних и поврате светиње које су раније пренете Јерусалимској православној цркви. Међутим, митрополит Птолемејски Софроније, који је тада био патријаршијски намесник, успео је да придобије шеик-ул-ислама, шефа османског правосудног система, а ферман султана Мустафе III потврдио је привилегије православних.
Године 1771. изабран је за патријарха јерусалимског под именом Софроније V.
24. децембра 1774. године премештен је на катедру васељенског патријарха цариградског и тамо је служио до смрти под именом Софроније II.
Патријарх је био добро образован, водио је аскетски начин живота, а за послове патријаршије се највише интересовао у области економије.
Преминуо 19. октобра 1780. године. Сахрањен је у дворишту цркве Асоматон (Арханђела) у Великој Сили (садашње село Арнавуткои у предграђу Истанбула).